# Robinsonia
Robinsonia es un género de plantas herbáceas perteneciente a la familia de las asteráceas. Comprende 14 especies descritas y de estas, solo 7 aceptadas.

## Taxonomía
El género fue descrito por  Augustin Pyrame de Candolle y publicado en Archives de Botanique 2: 333. 1833. La especie tipo es: Robinsonia gayana Decne.	

## Especies aceptadas
A continuación se brinda un listado de las especies del género Robinsonia aceptadas hasta agosto de 2012, ordenadas alfabéticamente. Para cada una se indica el nombre binomial seguido del autor, abreviado según las convenciones y usos.
- Robinsonia berteroi (DC.) "R.W.Sanders, Stuessy & Martic." - incienso de la isla de Juan Fernández, resina hembra de la isla de Juan Fernandez.[4]
- Robinsonia evenia Phil.
- Robinsonia gayana Decne.
- Robinsonia gracilis Decne.
- Robinsonia macrocephala Decne.
- Robinsonia masafuerae Skottsb.
- Robinsonia thurifera Decne. - resino de Chile[4]